# Гедипноис
Гедипноис (лат. Hedypnois; от др.-греч. ἡδύς, hedys — сладкий и πνοή, pnoe — дыхание) — род травянистых растений семейства Астровые (Asteraceae), распространённый в странах Средиземноморья.

## Ботаническое описание
Однолетние травянистые растения, (5) 10—60 см высотой. Корень стержневой. Стебель обычно один, прямостоячий, разветвлённый. Листья продолговатые или яйцевидные, цельнокрайные или выемчато-зубчатые, обычно сближенные в нижней части стебля.
Корзинки многоцветковые, одиночные, расположены на верхушках стебля и его боковых ветвей. Язычковые цветки жёлтые, немного превышающие обёртку. Обёртка двурядная; листочки ланцетные или продолговато-ланцетные; наружные — немногочисленные, в 3—4 раза короче внутренних; внутренние — при плодах разрастаются и твердеют, охватывая внешние семянки. Цветоложе голое. Семянки узкоцилиндрические, тонкоребристые, без носика, 5—7 мм длиной и 0,4—0,5 мм шириной; наружные — слегка согнутые, на верхушке с зубчатой плёнчатой коронкой менее 0,5 мм шириной; внутренние — прямые, с хохолком 5—6 мм длиной, состоящим из наружных (очень коротких, сросшихся при основании, образующих коронку 0,3—0,5 мм шириной) и внутренних (5—7 мм длиной, выступающих из обёртки и при основании расширенных) щетинок. x=9.

## Виды
Род включает 4 вида:
- Hedypnois arenaria DC.
- Hedypnois arenicola Sennen & Mauricio
- Hedypnois caspica Hornem.
- Hedypnois rhagadioloides (L.) F.W.Schmidt — Гедипноис критская, или Гедипноис персидская

Иногда все виды относят к роду Кульбаба (Leontodon).